# BH Tennis Open International Cup 2007
Il BH Tennis Open International Cup 2007 è stato un torneo di tennis facente parte della categoria ATP Challenger Series nell'ambito dell'ATP Challenger Series 2007. Il torneo si è giocato a Belo Horizonte in Brasile dal 30 luglio al 5 agosto 2007 su campi in cemento.

## Vincitori

### Singolare
Brian Dabul ha battuto in finale  Eduardo Schwank 6(4)–7, 7–6(5), 6-3

### Doppio
Santiago González /  Bruno Soares hanno battuto in finale  Marcio Torres /  Nicolas Tourte 6(12)–7, 6-4, [10-5]